# Compuerta AMIS

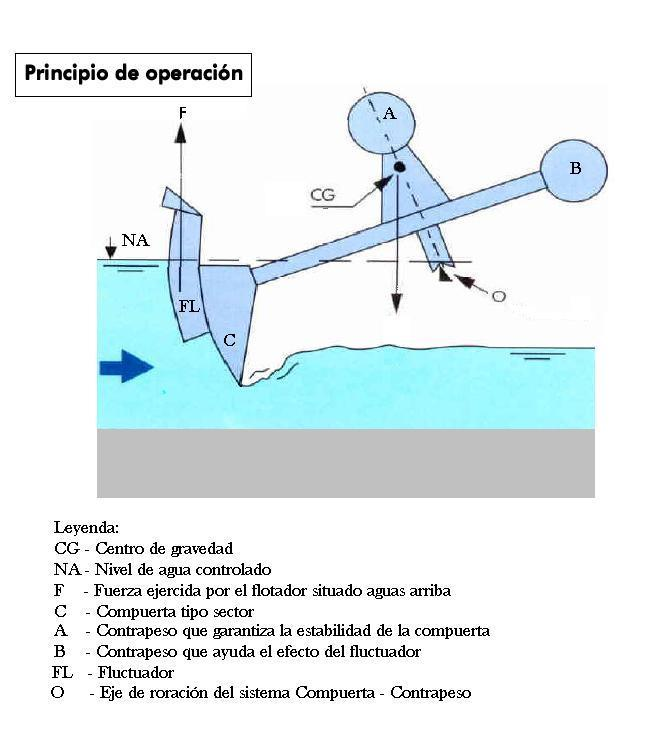

Las compuertas AMIS se utilizan para controlar el nivel del agua en estanques y canales aguas arriba de la compuerta.
El principio de funcionamiento: La compuerta está fijada a un brazo oscilante, equilibrado por uno o más contrapesos. Solidariamente unido a la compuerta tipo sector se encuentra un fluctuador sumergido en el agua aguas arriba de la compuerta. Si el nivel aguas arriba se eleva el fluctuador elevará la compuerta incrementando la abertura por la cual fluye el agua, y por lo tanto dejando salir mayor cantidad de agua, el nivel aguas arriba tenderá a disminuir. Si el nivel agua arriba de la compuerta se reduce, la compuerta siguiendo el fluctuador se baja y disminuye el caudal de salida.